# Münster-Hammer Eisenbahn-Gesellschaft

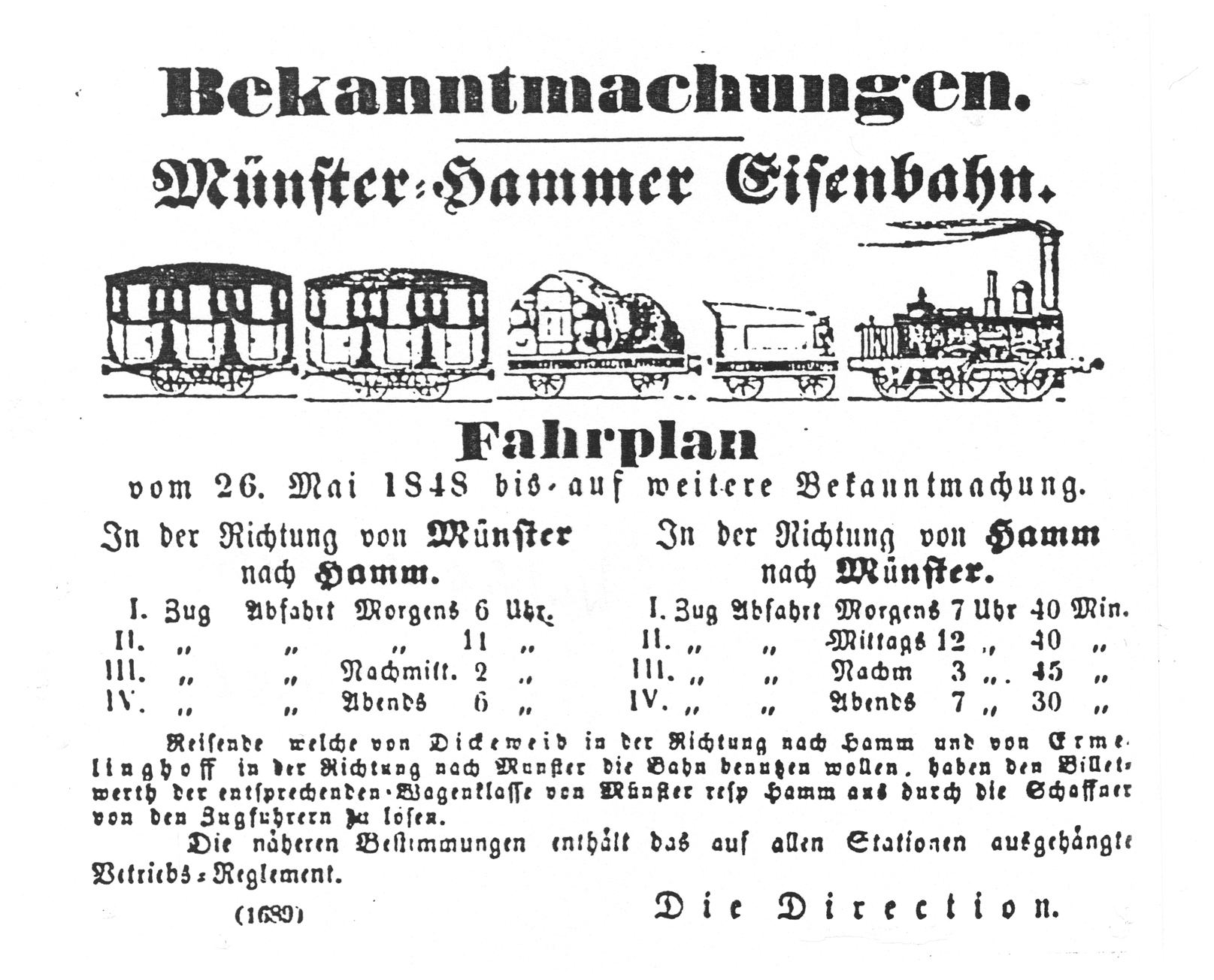
Fahrplan der Münster-Hammer Eisenbahn-Gesellschaft

Die Münster-Hammer Eisenbahngesellschaft eröffnete am 26. Mai 1848 die neue, etwa 36 Kilometer lange Eisenbahnstrecke zwischen Münster und Hamm, welches dadurch endgültig zum Eisenbahnknotenpunkt wurde. Die Gesellschaft hatte laut Konzessionsvertrag zur Auflage, die Verbindung bis Rheine herzustellen. Da das Verkehrsaufkommen und damit die Einnahmen gering waren, wurde die Gesellschaft 1855 wegen finanzieller Schwierigkeiten verstaatlicht.